# Thomas Elsenburg
Thomas Carolus Maria Alphonsus Elsenburg (Amsterdam, 3 juli 1920 – Haarlem, 16 september 2000) was een Nederlands politicus van de KVP en later het CDA. Hij was van 1962 tot 1970 wethouder in Amsterdam en van 1971 tot 1985 burgemeester van Geleen.

## Loopbaan

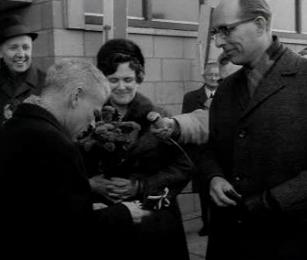
Overhandiging eerste sleutel Bijlmermeer

Elsenburg studeerde in 1947 af aan de Vrije Universiteit Amsterdam in de rechten en zat van 1947 tot 1962 in de advocatuur. Daarnaast was hij actief in de Amsterdamse politiek; zo was hij van 1949 tot 1953 en daarna vanaf 1956 gemeenteraadslid en voor een deel van die periode ook KVP-fractievoorzitter. In 1962 werd hij wethouder met in zijn portefeuille: Volkshuisvesting, Bouw- en woningtoezicht en Monumentenzorg. In de periode dat Elsenburg wethouder van volkshuisvesting was, werd begonnen met de bouw van de Bijlmermeer en overhandigde in november 1968 de sleutel aan de eerste bewoners.
In februari 1970 nam hij als wethouder ontslag en legde hij ook zijn functie als raadslid neer, toen door de gemeenteraad een door hem ontraden motie werd aangenomen waardoor de afdeling woonruimte (tot dan ressorterend onder de dienst volkshuisvesting) een zelfstandige dienst zou worden. Extra bezwaarlijk was dat ook drie leden van het college van B&W hadden ingestemd met die motie.
Later dat jaar leek het erop dat hij burgemeester van Zoetermeer zou worden, maar dat ging niet door, waarschijnlijk omdat er in die regio al meerdere KVP-burgemeesters waren. In juli 1971 werd Elsenburg alsnog burgemeester en wel van de Limburgse gemeente Geleen. Juist in die tijd kreeg dat deel van Limburg te maken met een hoge werkloosheid als gevolg van de sluiting van de kolenmijnen. Tot zijn pensionering in augustus 1985 bleef hij in Geleen burgemeester. Op 80-jarige leeftijd overleed Elsenburg in zijn woonplaats Haarlem.

## Trivia
- Naar hem is een straatnaam vernoemd in Geleen-Noord en tevens een tunnel in diezelfde straat als onderdoorgang voor de spoorlijn Maastricht-Sittard.